# Laval-sur-le-Lac
Laval-sur-le-Lac est un quartier de la ville de Laval au Québec situé à la pointe ouest de l'île Jésus en bordure du lac des Deux-Montagnes, de la rivière des Mille Îles et de la rivière des Prairies. Son territoire de 2,1 km2 comptant 766 habitants en 2011 comprend également l'île Roussin. Il s'agit d'une ancienne ville qui a subsisté de 1915 à 1965. 
Il s'agit d'un quartier résidentiel huppé caractérisé par de majestueuses maisons situées sur de grands terrains et dont la population dispose d'un revenu élevé. Outre les résidences, certaines infrastructures et équipements s'y trouvent, telles qu'un golf, une ligne de chemin de fer du Réseau express métropolitain, un traversier vers l'île Bizard, un centre communautaire, un centre de curling et une église.

## Géographie
D'une superficie de 2,1 km2, Laval-sur-le-Lac est situé à la pointe ouest de l'île Jésus, dans la ville de Laval et est bordé à l'est par Sainte-Dorothée, au nord-est par Laval-Ouest et au sud-est par Les Îles-Laval. À l'est, il est délimité par une ligne traversant l'île du nord au sud dans l'axe de la rue Graveline (anciennement la montée Graveline). En plus de ses terres sur l'île Jésus, le quartier comprend également l'île Roussin. Il est bordé à l'ouest par le lac des Deux-Montagnes, au nord par la rivière des Mille Îles et au sud par la rivière des Prairies. 

### Urbanisme
Laval-sur-le-Lac est un quartier huppé qui se distingue par de majestueuses maisons et son haut taux de personnes ayant un revenu élevé. Aucun autre quartier de la municipalité est comparable à celui-ci à ce niveau. Il s'agit cependant du plus petit quartier, en nombre d'habitants, soit 766 habitants.

## Histoire
En 1910, un groupe d'investisseurs dirigé par Édouard Gohier, homme d'affaires et homme politique ayant occupé la fonction de maire de Saint-Laurent, s'intéresse à ce lieu encore toujours à son état naturel pour en faire une ville paisible et strictement domiciliaire. Ce groupe fonde la Compagnie des terrains de Laval afin de procéder à l'acquisition des lots et leur morcellement subséquent.
La Compagnie demande à la législature provinciale que les lots qu'elle a acquis dans les municipalités de paroisse de Sainte-Dorothée et de la Partie ouest de Sainte-Rose soient érigés en municipalité. La loi provinciale est sanctionnée et la ville reçoit ses lettres patentes en 1915. Les premières séances du conseil municipal se tiennent dans les bureaux de l'agence d'immeubles Gohier et Bigras située à Montréal.

## Administration et politique

### Représentation actuelle
En tant que quartier lavallois, le maire de Laval dirige ce quartier. Un conseiller municipal représente également le quartier, dont le district de Laval-Les Îles comprend aussi Îles-Laval et des portions de Laval-Ouest et Sainte-Dorothée.
Pour le mandat 2021-2025, le maire est Stéphane Boyer et le conseiller municipal de Laval-Les Îles, Nicholas Borne. 
Au niveau fédéral, Laval-sur-le-Lac est compris dans la circonscription fédérale de Laval–Les Îles, alors qu'au provincial, il l'est dans la circonscription provinciale de Fabre.  

### Représentation historique
Laval-sur-le-Lac est une municipalité indépendante de sa fondation le 5 mars 1915 jusqu'à sa dissolution le 6 août 1965. Elle est alors dirigée par un conseil municipal constitué d'un maire et de conseillers municipaux.
Au cours de son existence, la ville a compté 6 maires : 
- 1915-1924 : J. E. Émile Léonard
- 1924-1951 : Joseph Lucien Bigras
- 1951-1957 : Anselme Samoisette
- 1957-1960 : Gaston Laurion
- 1960-1963 : Maurice Jarry
- 1963-1965 : Fernand R. Bibeau

## Infrastructures et équipements
Le territoire est majoritairement résidentiel, mais on y retrouve malgré tout le golf Laval-sur-le-Lac, une ligne de chemin de fer du Réseau express métropolitain, dont la station la plus près est située à Sainte-Dorothée (anciennement la ligne de train de banlieue Deux-Montagnes), un traversier entre Laval-sur-le-Lac et l'Île Bizard, le centre communautaire des Chênes, le centre de curling Laval-sur-le-Lac et l'église Saint-Jean-Gualbert.

### Éducation
Aucune école ne se trouve sur le territoire de Laval-sur-le-Lac, les écoles de desserte du quartier se retrouvent donc dans les quartiers voisins. 
Les écoles de desserte francophones, administrées par le Centre de services scolaire de Laval (anciennement la Commission scolaire de Laval) sont : 
- École Les Trois-Soleils à Sainte-Dorothée (primaire)
- École Saint-Martin à Chomedey (1e et 2e secondaire)
- École Saint-Maxime à Chomedey (3e à 5e secondaire)

Les écoles de desserte anglophones, administrées par la Commission scolaire Sir Wilfrid Laurier sont :
- Académie Hillcrest à Chomedey (primaire)[7]
- Académie Laval Junior à Chomedey (1re et 2e secondaire)
- Académie Laval Senior à Chomedey (3e à 5e secondaire)